# Diatonica macrogramma
Diatonica macrogramma är en fjärilsart som beskrevs av Edward Meyrick 1921. Diatonica macrogramma ingår i släktet Diatonica och familjen fransmalar. Inga underarter finns listade i Catalogue of Life.